# Blackbolbus hollowayorum
Blackbolbus hollowayorum är en skalbaggsart som beskrevs av Henry Fuller Howden 1985. Blackbolbus hollowayorum ingår i släktet Blackbolbus och familjen Bolboceratidae. Inga underarter finns listade.